# 盧克·希亞姆
盧克·希亞姆（英語：Luke Hyam；1991年10月24日—）是一位英格蘭足球運動員。在場上的位置是中場。他現在效力於英格蘭足球甲級聯賽球隊修安聯 。

## 外部連結
- 足球数据库：盧克·希亞姆的球员统计数据